# ジョニー・ビー・グッド
『ジョニー・ビー・グッド』（Johnny Be Good）は、1988年にアメリカ合衆国で公開されたコメディ映画。出演はアンソニー・マイケル・ホール、ロバート・ダウニー・Jr、ポール・グリーソン、ユマ・サーマン。ユマ・サーマンは本作でスクリーンデビューを飾った。
日本では劇場公開されず、ビデオスルーとなった。

## ストーリー
ジョニーは高校のアメリカンフットボール部のスター選手。彼は恋人のジョージアと共に州立大学に進学することを約束していたが、大学のスカウトマンが彼を放っておくはずはなく、自らの大学へ入学させようと必死になっていた。
やがてその動きはジョニーの周辺の人物にまで及び、彼は賄賂を貰った親友やコーチから州立大学以外の大学へ進学することを強く勧められるのだった。州立大学とは違い、他校は入学すれば厚遇があると知って思い悩むジョニー。
しかし、彼のその態度は、親友やコーチ、そして恋人からの信頼を失うことへと繋がってしまう。周囲との衝突により、自らが本当に大切にしているものを知ったジョニーは、ついに自らの人生に対する大きな決断をするのだった。

## キャスト
※括弧内は日本語吹替
- ジョニー・ウォーカー - アンソニー・マイケル・ホール（平田広明）
- レオ・ウィギンス - ロバート・ダウニー・Jr（藤原啓治）
- ウェイン・ヒスラー - ポール・グリーソン（納谷六朗）
- ジョージア・エルカンズ - ユマ・サーマン（篠原恵美）
- コーチ・サンダース - スティーヴ・ジェームズ
- ウォレス・ギブソン - シーモア・カッセル
- ミセス・ウォーカー - デボラ・メイ
- コニー・ヒスラー - ジェニファー・ティリー
- 本人役 - ジム・マクマホン
- 本人役 - ハワード・コゼル
- NCAA調査員 - ロバート・ダウニー・シニア
- ルー・ランダース - ジョン・パンコウ（クレジットなし）

日本語吹替は、過去にテレビ東京で放送された際に製作されたもの。